# Marie-Laure Brunet
Pour les articles homonymes, voir Brunet.
Marie-Laure Brunet, née le 20 novembre 1988 à Lannemezan dans les Hautes-Pyrénées, est une biathlète française. Double médaillée olympique, en bronze sur la poursuite et en argent avec le relais féminin, aux Jeux de Vancouver en 2010, elle compte également neuf médailles mondiales à son palmarès, dont un titre en relais mixte obtenu en 2009 à Pyeongchang. Ces neuf médailles se répartissent en sept médailles collectives et deux médailles individuelles : l'argent de l'individuel et du départ groupé en 2012 à Ruhpolding. Elle totalise 10 podiums individuels en Coupe du monde mais ne compte pas de victoire. Elle met un terme à sa carrière sportive en 2014 et se reconvertit en accompagnatrice mentale.

## Biographie

### Carrière sportive

#### 2006-2009: l'éclosion
Après trois années de pratique du biathlon, elle intègre l'équipe de France dans les catégories juniors en 2006. L'année suivante, elle s'illustre lors des Championnats du monde juniors organisés à Martell-Val Martello (Italie). Elle y remporte en effet deux médailles d'or, sur la poursuite et le relais féminin, ainsi qu'une de bronze sur l'individuel. Espoir du biathlon français, Brunet fait sa première apparition en Coupe du monde en novembre 2007 lors de l'étape d'ouverture de la saison 2007-2008 à Kontiolahti (Finlande). Dès sa première course, un individuel sur 15 km, la biathlète entre dans les points grâce à une 26e place. Lors de la troisième étape de l'hiver à Pokljuka, elle monte sur son premier podium de Coupe du monde avec le relais féminin français (troisième place). En janvier 2008, la Française se distingue lors des Mondiaux juniors de Ruhpolding en gagnant trois médailles. Quelques jours plus tard, elle enchaîne sur les Championnats du monde séniors organisés à Östersund. Alignée en tant que seconde relayeuse aux côtés de Delphyne Peretto, Sylvie Becaert et Sandrine Bailly, elle remporte avec l'équipe de France la médaille de bronze du relais, en dépit d'un tir défaillant.
Quelques semaines plus tard à Pyeongchang, Brunet signe ses premiers top 10 en se classant huitième du sprint puis quatrième de la poursuite. Elle achève sa première saison parmi l'élite mondiale au 34e rang du classement général 2008-2009. Régulière et figurant souvent parmi les dix premières, elle monte enfin sur son premier podium individuel le 21 mars 2009, en prenant la troisième place de la poursuite à Trondheim.

#### 2009-2011: podiums et médailles olympiques
Elle aborde la saison 2009-2010 en confiance, forte de deux titres de championne de France de biathlon d'été (sprint et poursuite) décrochés lors de la phase de préparation.
Les Jeux olympiques d'hiver de Vancouver en 2010 vont permettre à Marie-Laure de se révéler au grand public. Après une encourageante 6e place lors du sprint (où sa compatriote Marie Dorin termine 3e), elle remporte la médaille de bronze dans l'épreuve de poursuite le 16 février 2010 puis la médaille d'argent en relais le 23 février.
Lors de la saison 2010-2011, ses résultats confirment tous les espoirs entrevus à Vancouver un an plus tôt : elle monte à trois reprises sur le podium entre novembre 2010 et février 2011 (2e de l'Individuel à Östersund et de la Mass Start à Antholz, 3e de l'Individuel à Pokljuka). 
En mars 2011, elle débute les Championnats du monde à Khanty-Mansiïsk par une médaille de bronze en relais mixte le 3 mars, malgré une prestation décevante de sa part mais qui est parfaitement compensée ensuite par Alexis Bœuf et Martin Fourcade pour permettre au relais bleu d'accrocher le podium. Alors qu'elle enchaîne les contre-performances individuelles, sauvant uniquement l'honneur sur la mass-start (8e), elle termine les mondiaux sur une bonne note en remportant une seconde médaille, d'argent, en relais féminin avec Marie Dorin, Anaïs Bescond et Sophie Boilley.

#### 2011-2012: triple vice-championne du monde
Lors de la saison 2011-2012, elle se classe régulièrement dans les 10 premières des épreuves de Coupe du Monde, grâce surtout à la qualité de son tir, car sur les skis elle ne peut rivaliser avec les filles les plus rapides comme Magdalena Neuner, Darya Domracheva ou Olga Zaitseva. Elle doit attendre le 15 janvier à Nové Město na Moravě pour monter sur son premier podium individuel de la saison (poursuite).
Elle atteint son pic de forme en fin de saison lors des Championnats du monde 2012 à Ruhpolding où elle réalise des performances de haut niveau. Ainsi, avec un tir sans faute elle se classe cinquième du sprint derrière quatre biathlètes également sans faute, dont les deux meilleures de la saison, Neuner et Domracheva. Lors de la poursuite, elle concède deux tours de pénalités et parvient malgré tout à terminer sixième, à 1 minute 31 de Domracheva, première avec également deux tirs manqués. Le 7 mars 2012, elle obtient sa première médaille en se classant deuxième de l'Individuel derrière Tora Berger. La dernière balle manquée lors du dernier passage au tir lui coûte une minute de pénalité et donc le titre : elle échoue à 56 secondes de la Norvégienne qui réalise tout comme elle un dix-neuf sur vingt. Le 10 mars, elle gagne une seconde médaille d'argent, sur le relais en compagnie de Sophie Boilley, Anaïs Bescond et Marie Dorin, l'équipe de France remportant de surcroit le globe de cristal de la spécialité. Brunet remporte sa deuxième médaille d'argent individuelle, la troisième au total, en brillant sur l'épreuve de clôture, le départ en masse. Elle termine deuxième à seulement 8 secondes 1 de la Norvégienne Tora Berger, les deux biathlètes ayant réalisé le dix-neuf sur vingt au tir. Elle boucle la saison 2011-2012, la meilleure de sa carrière, à la septième place du classement général. 

#### 2012-2014: déclin et fin de carrière sportive
La saison suivante est plus difficile pour Marie-Laure Brunet qui se trouve notamment affaiblie par un virus. La Française n'obtient aucun podium individuel lors de l'exercice 2012-2013 et recule dans la hiérarchie mondiale (28e du classement général final). Collectivement, avec l'équipe de France, Brunet se classe tout de même deuxième du relais à Oberhof puis troisième à Antholz. Lors des Championnats du monde, elle lance le relais mixte français qui obtient la médaille d'argent derrière la Norvège. Hors des dix premières dans les courses individuelles, Brunet met un terme à sa saison à l'issue de la mass-start des mondiaux qu'elle termine en 28e position.
Marie-Laure Brunet, qui explique ses problèmes de l'hiver précédent par un surentrainement, commence la saison 2013-2014 par une troisième place prometteuse sur l'Individuel à Östersund, quelques jours après une désillusion sur le relais mixte à cause d'un Martin Fourcade défaillant au tir. Le podium d'Östersund est cependant sans lendemain. Brunet, qui n'a pas une forme suffisante pour jouer les premiers rôles, ne parvient ensuite que par deux fois à rentrer dans le top 10 d'une course individuelle. Sa forme semble même se dégrader au fil de la saison et elle se présente aux Jeux olympiques à Sotchi en février 2014 particulièrement émoussée physiquement. Pourtant impeccable au tir avec un 10/10, elle termine ainsi 55e seulement du sprint et ne prend pas le départ de la poursuite. Elle se classe 16e de l'individuel grâce à un nouveau sans faute au tir. Malgré son niveau inquiétant sur les skis, elle est sélectionnée pour prendre part au relais féminin. En position de première relayeuse, elle effectue un passage parfait au tir couché (5/5) mais, alors qu'elle est déjà distancée et continue de perdre du temps sur la piste, elle est victime d'un malaise dans le deuxième tour du circuit. À bout de force, elle s'effondre dans la neige et doit être médicalement secourue, ce qui entraîne l'abandon de l'équipe de France. Il s'agit de la dernière course de sa carrière. En effet, quelques semaines plus tard, en juin 2014, elle annonce qu'elle ne reviendra pas à la compétition et prend sa retraite sportive.

### Carrière d'accompagnatrice mentale
Après avor mis un terme à sa carrière de biathlète et à la suite d'une psychothérapie éclairante, Marie-Laure décide de candidater en 2015 à un Executive Master d'accompagnement au sein de l'INSEP. Elle devient ainsi préparatrice mentale et commence par exercer auprès d'entreprises. En 2018, elle s'installe à son compte en Haute-Savoie en travaillant d'abord auprès de biathlètes uniquement, puis opère une diversification en aidant des sportifs de haut niveau tels que Loana Lecomte ou encore Léo Bergère et en intervenant au sein de l'Oyonnax Rugby et de l'équipe cycliste Groupama-FDJ,,.
À partir de 2022, elle est présidente du conseil d'administration de l'École nationale des sports de montagne.

## Palmarès

### Jeux olympiques
| Épreuve / Édition              | Individuel | Sprint | Poursuite | Départ en masse | Relais  | Relais mixte                     |
| Jeux olympiques 2010 Vancouver | 12e        | 6e     | 3         | 14e             | 2       | Épreuve inexistante à cette date |
| Jeux olympiques 2014 Sotchi    | 16e        | 55e    | DNS       | —               | Abandon | —                                |

Légende : :
- - : pas de participation à l'épreuve.
- : épreuve inexistante lors de cette édition.

### Championnats du monde
| Mondiaux \ Épreuve   | Individuel                   | Sprint                       | Poursuite                    | Départ en masse              | Relais                       | Relais mixte              |
| 2008 Östersund       | -                            | 30e                          | 26e                          | -                            | Médaille de bronze, monde    | 7e                        |
| 2009 Pyeongchang     | 15e                          | 52e                          | 7e                           | 8e                           | Médaille de bronze, monde    | Médaille d'or, monde      |
| 2010 Khanty-Mansiïsk | Jeux olympiques de Vancouver | Jeux olympiques de Vancouver | Jeux olympiques de Vancouver | Jeux olympiques de Vancouver | Jeux olympiques de Vancouver | 5e                        |
| 2011 Khanty-Mansiïsk | Abandon                      | 43e                          | Non partante                 | 8e                           | Médaille d'argent, monde     | Médaille de bronze, monde |
| 2012 Ruhpolding      | Médaille d'argent, monde     | 5e                           | 6e                           | Médaille d'argent, monde     | Médaille d'argent, monde     | 11e                       |
| 2013 Nové Město      | 19e                          | 26e                          | 11e                          | 28e                          | 6e                           | Médaille d'argent, monde  |

Légende :
- : première place, médaille d'or
- : deuxième place, médaille d'argent
- : troisième place, médaille de bronze
- : pas d'épreuve
- - : Non disputée par Marie-Laure Brunet

### Coupe du monde
- Meilleur classement général : 7e en 2012.
- 33 podiums :
  - 10 podiums individuels : 5 deuxièmes places et 5 troisièmes places[15].
  - 18 podiums en relais : 1 victoire, 9 deuxièmes places, 8 troisièmes places.
  - 5 podiums en relais mixte : 1 victoire, 2 deuxièmes places, 2 troisièmes places.

| Saison    | Classement général final | Classement général individuel | Classement général sprint | Classement général poursuite | Classement général mass start |
| 2007-2008 | 34e                      | 48e                           | 33e                       | 29e                          | 39e                           |
| 2008-2009 | 16e                      | 26e                           | 25e                       | 12e                          | 11e                           |
| 2009-2010 | 9e                       | 9e                            | 8e                        | 10e                          | 11e                           |
| 2010-2011 | 12e                      | 5e                            | 15e                       | 22e                          | 6e                            |
| 2011-2012 | 7e                       | 10e                           | 10e                       | 8e                           | 3e                            |
| 2012-2013 | 28e                      | 20e                           | 31e                       | 23e                          | 35e                           |
| 2013-2014 | 33e                      | 6e                            | 38e                       | 36e                          |                               |

### Championnats du monde junior
- Médaille d'argent de l'individuel et du relais en 2008.
- Médaille de bronze de la poursuite en 2008.

### Championnats du monde de biathlon d'été
- Médaille d'or du relais mixte en 2008.
- Médaille d'argent du sprint et de la poursuite en 2008.

## Distinctions
Officier de l'Ordre national du Mérite en 2010.